# Фолмар II фон Близкастел
Фолмар II фон Близкастел (на немски: Folmar II von Bliescastel; † пр. 1223) е граф на Близкастел в Саарланд, Германия.

## Произход и наследство
Той е син на граф Фолмар I фон Близкастел († сл. 1179) и съпругата му графиня Клеменция фон Мец († сл. 1179), дъщеря на граф Фолмар V фон Мец-Хомбург († 1145) и съпругата му графиня Мехтилд фон Егисхайм-Дагсбург († 1157), дъщеря на графиня Ермезинда I Люксембургска († 1143). Внук е на граф Готфрид I фон Близкастел († сл. 1127). Брат е на Хуго I († ок. 1220), граф на Люневил, и на Хайнрих († 1196), епископ на Вердюн (1180 – 1186).
Резиденцията на графовете на Близкастел е бившият замък Близкастел. Графовете на Близкастел измират през 1237 г. Внучката му Елизабет фон Близкастел († 1273), дъщеря на последния граф син му Хайнрих фон Близкастел († 1237), подарява през 1234 г. манастир Графентал. Замъкът и господството отиват на графовете фон Залм.

## Фамилия
Фолмар II фон Близкастел се жени за Юта фон Саарбрюкен († пр. 1223), дъщеря на граф Симон I фон Саарбрюкен († сл. 1183) и Мехтилд фон Спонхайм (* ок. 1127). Те имат четири деца:
- Хайнрих фон Близкастел (* ок. 1180; † 13 декември 1237), граф на Близкастел, женен пр. 1223 г. за Агнес фон Сайн († ок. 1259)
- Фридрих († 1223)
- Хуго
- Мехтилд († 1241)